# Maria van Bourbon-Soissons
Maria van Bourbon-Soissons (Parijs, 3 mei 1606 – aldaar, 3 juni 1692) was van 1641 tot 1656 gravin van Soissons, Dreux en Clermont en vrouwe van Condé. Ze behoorde tot het huis Bourbon. 

## Levensloop
Maria was de tweede dochter van graaf Karel van Bourbon-Soissons en Anna van Montafié, gravin van Clermont. In 1610 werd ze in de Abdij van Fontevraud geplaatst.
Op 9 januari 1625 huwde Maria met Thomas Frans (1596-1656), prins van Carignano en zoon van hertog Karel Emanuel I van Savoye.
Na de dood van haar broer Lodewijk werd Maria in 1641 gravin van Soissons, Dreux en Clermont en vrouwe van Condé. Ze regeerde gezamenlijk met haar echtgenoot Thomas Frans. Na het overlijden van haar echtgenoot in 1656 werd de regering van Soissons overgenomen door hun zoon Eugène Maurits.
In juni 1692 stierf Maria op 86-jarige leeftijd in haar residentie in Parijs, het Hôtel de Soissons. Ook liet ze in Parijs het Château de Bagnolet bouwen.

## Nakomelingen
Maria en Thomas Frans kregen zeven kinderen:
- Christina Charlotte (1626-1626)
- Louise Christina (1627-1689), huwde in 1653 met erfprins Ferdinand Maximiliaan van Baden-Baden
- Emanuel Filibert (1628-1709), prins van Carignano
- Amadeus (1629-1629)
- Jozef Emanuel (1631-1656)
- Eugenius Maurits (1633-1673), graaf van Soissons
- Ferdinand (1637-1637)